# Alien Breed Evolution
Alien Breed Evolution ist ein Action-Computerspiel von Team17. Das Spiel erschien am 16. Dezember 2009 für Xbox 360. Eine verbesserte Version erschien 2010 als Alien Breed: Impact für Microsoft Windows und PlayStation 3. Im September 2010 erschien die Fortsetzung Alien Breed 2: Assault.

## Handlung
Theodore J. Conrad ist ein Ingenieur auf dem Raumschiff „Leopold“. Sas Raumschiff kollidiert auf einem mysteriösen Geisterschiff, das von zahlreichen feindlichen außerirdischen Wesen bevölkert wird. Die Androidin Mia rettet Conrad vor dem Trümmerstücken. Conrad entdeckt, dass die Motoren zu stark beschädigt sind und geht an Bord des Geisterschiffs. Er entdeckt, dass das Schiff von Aliens bevölkert ist. Danach stößt er auf einen großen Außerirdischen. Das Spiel endet mit einem Cliffhanger.

## Spielprinzip
Das Spiel ist ein Top-Down-Shooter, der an Bord eines futuristischen Raumschiffs spielt. In jedem Level wird der Hauptfigur Conrad eine Reihe von Aufgaben gestellt, z. B. das Sammeln von Schlüsselkarten, die Wiederherstellung der Stromversorgung oder die Eskortierung von Geiseln. Es gibt verschiedene Arten von Aliens, die man besiegen muss. Conrad kann in alle Richtungen rennen und schießen und kann eine Reihe verschiedener Waffen und Gegenstände sammeln, die ihm helfen. Es gibt auch mehrere Datenpads zum Sammeln, die Informationen über die verschiedenen außerirdischen Arten liefern.

## Alien Breed: Impact
Die verbesserte Version Alien Breed: Impact erschien via PlayStation Network und Steam. Die Aliens wurden neu gestaltet und der Upgrade-Shop erweitert.

## Rezeption
Das Spiel erhielt gemischte Kritiken von Kritikern. Auf Metacritic hält die Xbox-360-Version 69 von 100 Punkten. 64 von 100 Punkten wurden für die PC-Version aggregiert. und 71/100 Punkte für die PlayStation 3. Kritiker beklagten sich über einen Mangel an Abwechslung während der gesamten Kampagne.
IGN kommentierte: „dass jeder, der damals das ursprüngliche ‚Alien Breed‘ gespielt hat, feststellen wird, dass es ein einfacher Top-Down-Shooter mit großartigen Lichteffekten, einem atmosphärischen Soundtrack und mitreißenden Kinoereignissen erwachsen geworden ist – aber das Gameplay selbst hat seine Wurzeln im Jahr 1990“. Eurogamer lobte das Spiel und fügte jedoch hinzu: „eine fehlerhafte Herangehensweise an das Koop-Spiel und ein inhärenter Mangel an Abwechslung letztendlich dagegen sprechen“. Edge gab eine niedrige Bewertung ab, in der es hieß: „Wiederholt und simpel, Alien Breed: Evolution mag seiner Inspiration treu bleiben, aber diese erste Episode verstärkt es nur Team17s Ruf für brauchbare, aber wenig inspirierende Updates vergangener Erfolge“.